# Granjas Ampliación Santa Rosa
Granjas Ampliación Santa Rosa är en ort i Mexiko, tillhörande kommunen Atenco i delstaten Mexiko. Granjas Ampliación Santa Rosa ligger i den centrala delen av landet och tillhör Mexico Citys storstadsområde. Orten hade 5 821 invånare vid folkräkningen 2010, och är kommunens tredje största ort sett till befolkning.